# サバン
サバンはインドネシアのアチェ州にある都市。バンダ・アチェの17km北にあるウェー島および周辺の小島に位置する。面積は153 km²、人口は3万2271人（2014年）。
サバンはインドネシアで最も北かつ西にある都市として知られる。島を「サバン島」と称することもある。インド領アンダマン・ニコバル諸島と向き合い、マラッカ海峡のインド洋側に近い位置にあり、インドが港湾整備への協力やインド海軍艦艇の寄港を行っている。